# Tom Erik Oxholm
Tom Erik Oxholm (* 22. Februar 1959 in Larvik, Vestfold) ist ein ehemaliger norwegischer Eisschnellläufer.
Oxholm trat erstmals international in Erscheinung, als er bei den Juniorenweltmeisterschaften 1978 die Bronzemedaille im Mehrkampf gewann. Vorher hatte er bereits einige nationale Meistertitel im Sprint und im Mehrkampf gewonnen. Das Jahr 1980 war Oxholms erfolgreichstes. Neben den Gewinnen zweier Bronzemedaillen im Mehrkampf bei den Europa- und Weltmeisterschaften konnte er sich für die Olympischen Winterspiele in Lake Placid qualifizieren. Dort wurde er sowohl über 5000 Meter als auch über 10.000 Meter Dritter. In den folgenden Jahren erreichte Oxholm mehrere Male das Siegerpodest bei nationalen Meisterschaften und platzierte sich bei internationalen Wettkämpfen und Meisterschaften unter den Top Ten. An die Erfolge aus dem Jahr 1980 konnte er allerdings nicht mehr anknüpfen.
Nach dem Ende seiner aktiven Karriere arbeitete Oxholm als Trainer, unter anderem für das norwegische Sprinterteam und als Privattrainer des späteren Olympiasiegers Ådne Søndrål.

## Persönliche Bestzeiten
| Strecke  | Zeit         | Datum            | Ort         |
| -------- | ------------ | ---------------- | ----------- |
| 00500 m  | 38,58 s      | 17. März 1983    | Almaty      |
| 01.000 m | 1:16,80 min  | 9. November 1984 | Inzell      |
| 01.500 m | 1:57,19 min  | 22. Januar 1983  | Davos       |
| 03.000 m | 4:09,24 min  | 26. Februar 1981 | Inzell      |
| 05.000 m | 7:05,58 min  | 17. März 1983    | Almaty      |
| 10.000 m | 14:36,60 min | 13. Februar 1980 | Lake Placid |